# 木下黄太
木下 黄太（きのした こうた、1967年2月生）は、ジャーナリスト、著作家。徳島県生まれ。

## 人物
1990年、中央大学法学部卒。
同年、日本テレビ入社。報道局社会部記者、報道番組ディレクター、番組プロデューサー、報道局社会部記者、社会部デスクなどを長年務める。
代表的な取材は、一連のオウム真理教事件、特に警察庁長官狙撃事件の元巡査長自白ビデオ放映など。カルト事件は他にも多数取材。その他、金融市場関連の犯罪として、ライブドア事件堀江貴文逮捕時の電話独占インタビュー。
また、ミャンマー軍に2007年に殺害された、ジャーナリスト長井健司の友人であり、ブログでミャンマー政府に対しての抗議を呼びかけたのが、インターネットでの、木下本人が活動する始まりとなっている。このブログからスタートし、13万人の抗議署名を集め、ミャンマー政府に抗議し、会見なども行った「ミャンマー軍による長井さん殺害に抗議する会」代表もつとめる。
そして、放射能汚染に関係して、1999年茨城県での東海村JCO臨界事故（日本国内で初めて事故被爆による死亡者を出した）現地に発生2時間後より直接取材し、放射能の危険性を認識。2011年3月11日より福島原発事故に関わる放射能汚染問題を個人として独自に取材。首都圏や全国の放射能汚染の土壌調査を事故後、民間としては独自に初めて行う。また、グループ「放射能防御プロジェクト」を立ち上げ。被曝による健康被害の拡大を食い止める為活動中。
2019年9月よりグループ「放射能拡散阻止委員会」を立ち上げ。汚染処理水の受け入れ反対を大阪市長宛に申入れするなど活動中。
2020年3月よりグループ「新型コロナウイルス拡散阻止委員会」を立ち上げ。新型コロナウイルス蔓延を防ぐために学校を休校にするよう、京都府、京都市に学校再開延期申入れするなど活動中。
自身のメールマガジンでは冒頭に「放射能問題の実態を真っ向から取り上げ、健康被害や汚染状況を取材調査継続中。これからの日本のあり方や放射能問題へ警鐘を鳴らし続けている」と記している。